# 契約社員
| 雇用形態                           | 万人  |
| ---------------------------------- | ----- |
| 役員                               | 335   |
| 期間の定めのない労働契約           | 3,728 |
| 1年以上の有期契約                  | 451   |
| 1か月～1年未満の有期契約（臨時雇） | 763   |
| 1か月未満の有期契約（日雇い）      | 15    |
| 期間がわからない                   | 239   |

契約社員（けいやくしゃいん）とは、企業などと期間の定めのある労働契約（有期労働契約）を結んで職務に従事する労働者のことを言う。
日本では非正規雇用のひとつとされる。特に工員（ブルーカラー）として勤務する場合は期間工などともいう。

## 呼称
有期契約社員（ゆうきけいやくしゃいん）、期間契約社員（きかんけいやくしゃいん）、期間社員（きかんしゃいん）、有期間社員（ゆうきかんしゃいん）、期間従業員（きかんじゅうぎょういん）、臨時社員（りんじしゃいん）、準社員（じゅんしゃいん）、派遣社員（はけんしゃいん）（派遣会社の契約社員、登録型派遣、「労働者派遣事業」も参照）などともいう。
法律上の定義はないが、一般的に「契約社員」は雇用期限がある直接雇用契約を民間企業に対して契約を結んだ労働者を指す。